# Simulium asakoae
Simulium asakoae (лат.) — вид мелких двукрылых насекомых рода Simulium из семейства Мошки (Simuliidae).

## Распространение
Юго-Восточная Азия (Вьетнам, Гонконг, Малайзия, Таиланд).

## Описание
Мелкие мошки, длина тела самок 2,4—2,5 мм (у самцов 2,5—2,6 мм). Длина взрослых личинок до 5,6 мм, куколок до 2,7 мм (кокон до 4,0 мм). Отличаются от близких видов жвалами с 5—6 зубцами и сенсорной везикулой, которая равна 0,3—0,4 от длины третьего сегмента нижнечелюстных щупиков. Катэпистернум с волосками. Усики 11-члениковые. Вторая радиальная жилка крыла неразветвлённая. Лапка передней ноги с уплощённым первым члеником базитарзусом. Дорзальная поверхность покрыта щетинками. Гонококситы короче гоностилей. Самки кровососы. Личинки и куколки обитают в водоёмах. Включён в состав подрода Gomphostilbia Enderlein, 1921.